# Марсело Бурсаћ
Раул Марсело Бурсаћ (шп. Raúl Marcelo Burzac; Сан Мигел де Тукуман, 14. фебруар 1988) је аргентински фудбалер српског порекла.

## Каријера
Бурсаћ потиче из фудбалске породице будући да су његов прадеда, деда и отац били фудбалери локалних клубова из провинције Тукуман. Поникао је у млађим категоријама Ривер Плејта. У Аргентини су га назвали новим Хуаном Романом Рикелмеом и предвиђали му велику каријеру. Свој професионални деби у дресу Ривера остварио је 2007. године у мечу против Химнасије из Ла Плате. Међутим, честе повреде и проблеми са тренерима довели су до тога да се пресели у Боливију и заигра за екипу Ла Паза. Тамо није оживео каријеру тако да се вратио у Аргентину и почео да наступа за клубове из нижих рангова такмичења.